# دانیل لانگراند
دانیل لانگراند (انگلیسی: Daniel Langrand; ۷ اکتبر ۱۹۲۱ – ۱۵ دسامبر ۱۹۹۸) بازیکن فوتبال اهل فرانسه بود.